# Campeonato Mundial de Handebol Feminino de 1993
O Campeonato Mundial de Handebol Feminino de 1993 foi a 11ª edição do Campeonato Mundial de Handebol Feminino. Foi disputado na Noruega de 24 de novembro a 5 de dezembro de 1993, organizado pela Federação Internacional de Handebol (IHF) e pela Federação Norueguesa de Handebol.
Cabe destacar que a República Tcheca e a Eslovaquia, apesar de constituídos como Estados independentes desde 1º de janeiro de 1993, participaram neste torneio sob a denominação conjunta de União das Repúblicas Tcheca e Eslovaca.

## Equipes Participantes
| Grupo A | Grupo B       | Grupo C  | Grupo D         |
| ------- | ------------- | -------- | --------------- |
| Espanha | Coreia do Sul | Alemanha | Áustria         |
| Hungria | Dinamarca     | Angola   | Tchecoslováquia |
| Noruega | Lituânia      | Roménia  | China           |
| Polónia | Rússia        | Suécia   | Estados Unidos  |

## Fase Preliminar

### Grupo A
| Time    | P | V | E | D | GP | GC | SG  | Pts |
| ------- | - | - | - | - | -- | -- | --- | --- |
| Noruega | 3 | 3 | 0 | 0 | 61 | 47 | +14 | 6   |
| Hungria | 3 | 1 | 1 | 1 | 62 | 56 | +6  | 3   |
| Polónia | 3 | 1 | 1 | 1 | 61 | 67 | -6  | 3   |
| Espanha | 3 | 0 | 0 | 3 | 38 | 62 | -24 | 0   |

### Grupo B
| Time          | P | V | E | D | GP | GC | SG  | Pts |
| ------------- | - | - | - | - | -- | -- | --- | --- |
| Dinamarca     | 3 | 3 | 0 | 0 | 78 | 69 | +9  | 6   |
| Rússia        | 3 | 2 | 0 | 1 | 75 | 68 | +7  | 4   |
| Coreia do Sul | 3 | 1 | 0 | 2 | 76 | 81 | -5  | 2   |
| Lituânia      | 3 | 0 | 0 | 3 | 66 | 77 | -11 | 0   |

### Grupo C
| Time     | P | V | E | D | GP | GC | SG  | Pts |
| -------- | - | - | - | - | -- | -- | --- | --- |
| Suécia   | 3 | 2 | 0 | 1 | 61 | 53 | +8  | 4   |
| Roménia  | 3 | 2 | 0 | 1 | 67 | 57 | +10 | 4   |
| Alemanha | 3 | 2 | 0 | 1 | 68 | 47 | +21 | 4   |
| Angola   | 3 | 0 | 0 | 3 | 43 | 82 | -39 | 0   |

### Grupo D
| Time            | P | V | E | D | GP | GC | SG  | Pts |
| --------------- | - | - | - | - | -- | -- | --- | --- |
| Tchecoslováquia | 3 | 3 | 0 | 0 | 65 | 53 | +12 | 6   |
| Áustria         | 3 | 2 | 0 | 1 | 63 | 48 | +15 | 4   |
| Estados Unidos  | 3 | 1 | 0 | 2 | 58 | 76 | -18 | 2   |
| China           | 3 | 0 | 0 | 3 | 67 | 76 | -9  | 0   |

## Segunda Fase

### Grupo 1
| Time          | P | V | E | D | GP  | GC  | SG  | Pts |
| ------------- | - | - | - | - | --- | --- | --- | --- |
| Dinamarca     | 5 | 4 | 0 | 1 | 143 | 122 | +21 | 8   |
| Noruega       | 5 | 4 | 0 | 1 | 104 | 91  | +13 | 8   |
| Rússia        | 5 | 2 | 1 | 2 | 113 | 109 | +4  | 5   |
| Hungria       | 5 | 2 | 0 | 3 | 120 | 135 | -15 | 4   |
| Polónia       | 5 | 1 | 1 | 3 | 117 | 136 | -19 | 3   |
| Coreia do Sul | 5 | 1 | 0 | 4 | 136 | 140 | -4  | 2   |

### Grupo 2
| Time            | P | V | E | D | GP  | GC  | SG  | Pts |
| --------------- | - | - | - | - | --- | --- | --- | --- |
| Alemanha        | 5 | 4 | 0 | 1 | 109 | 82  | +27 | 8   |
| Roménia         | 5 | 3 | 0 | 2 | 111 | 93  | +18 | 6   |
| Suécia          | 5 | 3 | 0 | 2 | 95  | 80  | +15 | 6   |
| Áustria         | 5 | 3 | 0 | 2 | 83  | 78  | +5  | 6   |
| Tchecoslováquia | 5 | 2 | 0 | 3 | 99  | 99  | 0   | 4   |
| Estados Unidos  | 5 | 0 | 0 | 5 | 69  | 134 | -65 | 0   |

### Fase Final

#### 3º / 4º lugar
| Data           | Partida | Partida | Partida | Resultado |
| -------------- | ------- | ------- | ------- | --------- |
| 05 / 12 / 1993 | Noruega | -       | Roménia | 20 - 19   |

#### Final
| Data           | Partida   | Partida | Partida  | Resultado |
| -------------- | --------- | ------- | -------- | --------- |
| 05 / 12 / 1993 | Dinamarca | -       | Alemanha | 21 - 22   |

### Classificação Geral
| 1. Alemanha        |
| 2. Dinamarca       |
| 3. Noruega         |
| 4. Roménia         |
| 5. Rússia          |
| 6. Suécia          |
| 7. Hungria         |
| 8. Áustria         |
| 9. Tchecoslováquia |
| 10. Polónia        |
| 11. Coreia do Sul  |
| 12. Estados Unidos |
| 13. Lituânia       |
| 14. China          |
| 15. Espanha        |
| 16. Angola         |

| Campeonato Mundial de Handebol Feminino de 1993 |
| Campeão                                         |
| ----------------------------------------------- |
| Alemanha 1º Título                              |

## Ligações Externas
- International Handball Federation.info (en inglés)